# Asteropterygion magnum
Asteropterygion magnum is een mosselkreeftjessoort uit de familie van de Cylindroleberididae. De wetenschappelijke naam van de soort is voor het eerst geldig gepubliceerd in 1965 door Poulsen.